# Estació de Mas del Rosari
L'Estació de Mas del Rosari és el terminus de la línia 4 (tramvia) del metro de València. Fou inaugurada el 23 de setembre del 2005 amb la prolongació en 3 quilòmetres de la Línia 4 des de l'Estació de TVV (ara Estació d'À Punt).
| Procedència/Destinació          | <              | Línia | >       | Procedència/Destinació |
| ------------------------------- | -------------- | ----- | ------- | ---------------------- |
| Mas del Rosari/Fira de València | fi de trajecte |       | La Coma | Doctor Lluch           |